# 포르투갈 은행
포르투갈 은행(포르투갈어: Banco de Portugal)은 포르투갈의 중앙은행이다. 이 은행은 1846년 포르투갈 왕비 마리아 2세 때 리스본 은행과 국가보험회사의 합병으로 설립되어 세계에서 가장 오래된 은행 중 하나가 되었다. 그것은 유럽 중앙은행 제도와 유럽시스템의 정회원국이다.

## 역사

### 재단
1846년 11월 19일 포르투갈의 마리아 2세 여왕이 상업은행과 발행은행으로 활동하기 위해 왕실의 헌장에 의해 은행을 설립하였는데, 이 은행은 포르투갈에서 설립된 최초의 은행인 리스본 은행과 공공부채의 자금조달 전문 투자회사인 국민보험회사의 합병으로 탄생하였다.
이 은행은 포르투갈 왕실에 의해 법적 입찰의 방출자로 지정되었고, 그 당시 포르투갈 릴은 1911년까지 계속 생산되었다.

### 현대
2013년, 이 은행은 2012년을 기준으로 €359M의 배당금을 지급할 것이라고 발표했다.
2014년, 이 은행은 €20M을 배당금으로 지급하겠다고 발표했는데, 이는 2012년과 비교했을 때 급감한 수치이다.
2014년 8월, 포르투갈 은행은 포르투갈에서 두 번째로 큰 은행인 산토 방코 에스피리토 은행을 두 개로 분할하여 구조조정을 단행한다고 발표했다. 은행 구조조정 기간 동안, 대출자 중 하나인 오크 파이낸스는 대출 부채가 에스피리토 산토 방코에게 남아있었다. 이는 헤지펀드와 뉴질랜드 연기금을 포함한 투자자들의 소송을 촉발시켰다.

## 주지사
1887년 이전에 포르투갈 은행은 이사회 의장의 지배를 받았다. 이후 행정부는 포르투갈 은행 총재에게 맡겨졌다.

## 같이 보기
- 포르투갈의 경제
- 포르투갈 이스쿠두